# 真福寺 (加須市)
真福寺（しんぷくじ）は、埼玉県加須市にある真言宗智山派の寺院。

## 歴史
創建年代は不明である。同市阿佐間の金乗院の隠居寺であるため、引退した金乗院の元住職が在世していない限り、無住（住職不在）であったため詳細は不明となっている。
現在の当寺の本尊は大日如来である。かつては地蔵菩薩であったが、盗難に遭ったため、真言密教の教主である大日如来に差し替えられた。

## 交通アクセス
- 路線バス豊野コミュニティセンター停留所より徒歩11分。